# العلاقات الأرجنتينية السودانية
العلاقات الأرجنتينية السودانية هي العلاقات الثنائية التي تجمع بين الأرجنتين والسودان.

## مقارنة بين البلدين
هذه مقارنة عامة ومرجعية للدولتين:
| وجه المقارنة                                              | الأرجنتين                                               | السودان                     |
| --------------------------------------------------------- | ------------------------------------------------------- | --------------------------- |
| المساحة (كم2)                                             | 2.78 مليون                                              | 1.89 مليون                  |
| عدد السكان (نسمة)                                         | 44.27 مليون                                             | 40.53 مليون                 |
| الكثافة السكانية (ن./كم²)                                 | 15.92                                                   | 21.44                       |
| العاصمة                                                   | بوينس آيرس                                              | الخرطوم                     |
| اللغة الرسمية                                             | اللغة الإسبانية                                         | اللغة العربية، لغة إنجليزية |
| العملة                                                    | البيزو الأرجنتيني 1983 ‏، بيزو أرجنتيني، أسترال أرجنتيني | جنيه سوداني                 |
| الناتج المحلي الإجمالي (بليون دولار)                      | 637.59 مليار                                            | 117.49 مليار                |
| الناتج المحلي الإجمالي (تعادل القوة الشرائية) بليون دولار | 883.02 مليار                                            | 176.55 مليار                |
| الناتج المحلي الإجمالي الاسمي للفرد دولار أمريكي          | 13.43 ألف                                               | 2.41 ألف                    |
| الناتج المحلي الإجمالي للفرد دولار أمريكي                 |                                                         | 4.07 ألف                    |
| مؤشر التنمية البشرية                                      | 0.827                                                   | 0.479                       |
| رمز المكالمات الدولي                                      | +54                                                     | +249                        |
| رمز الإنترنت                                              | .ar                                                     | سودان                       |
| المنطقة الزمنية                                           | 00                                                      | ت ع م+03:00، ت ع م+02:00    |

## منظمات دولية مشتركة
يشترك البلدان في عضوية مجموعة من المنظمات الدولية، منها:
| علم المنظمة | اسم المنظمة                               | تاريخ انضمام الأرجنتين | تاريخ انضمام السودان |
| ----------- | ----------------------------------------- | ---------------------- | -------------------- |
|             | مؤسسة التنمية الدولية                     | 3 أغسطس 1962           | 24 سبتمبر 1960       |
|             | البنك الإفريقي للتنمية                    | ?                      | ?                    |
|             | مؤسسة التمويل الدولية                     | 13 أكتوبر 1959         | 21 أكتوبر 1960       |
|             | منظمة حظر الأسلحة الكيميائية              | ?                      | ?                    |
|             | الأمم المتحدة                             | 24 أكتوبر 1945         | 12 نوفمبر 1956       |
|             | الاتحاد الدولي للاتصالات                  | 1889                   | 23 أكتوبر 1957       |
|             | منظمة الشرطة الجنائية الدولية             | ?                      | ?                    |
|             | البنك الدولي للإنشاء والتعمير             | 20 سبتمبر 1956         | 5 سبتمبر 1957        |
|             | الاتحاد البريدي العالمي                   | ?                      | ?                    |
|             | المركز الدولي لتسوية المنازعات الاستشارية | 18 نوفمبر 1994         | 9 مايو 1973          |
|             | وكالة ضمان الاستثمار متعدد الأطراف        | 11 فبراير 1992         | 7 نوفمبر 1991        |
|             | يونسكو                                    | 15 سبتمبر 1948         | 26 نوفمبر 1956       |
|             | الفريق المعني برصد الأرض                  | ?                      | ?                    |

## وصلات خارجية
- موقع وزارة الخارجية الأرجنتينية
- موقع وزارة الخارجية السودانية